# Riccardo Balsamo Crivelli
Riccardo Balsamo Crivelli (Settimo Milanese, 20 agosto 1874 – Bordighera, 31 dicembre 1938) è stato un poeta italiano.

## Biografia
Crivelli visse gran parte della sua giovinezza a Brivio nei dintorni di Lecco.
Fu un poeta di discreto successo, la sua aspirazione era un ritorno al Medioevo a contrario dei futuristi.
Conobbe Benedetto Croce e grazie alla sua amicizia, che fu una vera e profonda amicizia, riuscì a farsi pubblicare la sua opera maggiore intitolata Boccaccino, poema in ottave in cui si narravano le vicende del giovane Boccaccio.

## Opere
Il Boccaccino è l'opera più fortunata di Balsamo e quella che gli aprì le porte del mondo letterario. Si tratta di un corposo poema in ottave, edito da Laterza nel 1920 grazie all'intermediazione di Benedetto Croce, che Balsamo ebbe modo di conoscere grazie ad un amico comune, il conte Alessandro Casati.

## Poesia e prosa
- Alla poesia Balsamo dedicò tutta la sua vita.
- Le opere in prosa di Balsamo sono generalmente meno convincenti di quelle in versi, e spesso sono state tacciate dalla critica di trascuratezza.

## Curiosità
I suoi viaggi si svolgevano a piedi, e non amava i mezzi di locomozione come il treno o l'automobile.

Balsamo ostentò un ostinato misoneismo, che lo portava al rifiuto di ogni aspetto della modernità, dell'automobile al cinematografo, dell'abbigliamento alle correnti poetiche e letterarie.